# 採用の自由
採用の自由（さいようのじゆう）とは、雇用主がどのような者をどのような条件で雇用するかは自由であるとした法律の原則。

## 変遷
契約自由の原則により、雇用主は労働者を雇用する際、どのような者をどのような条件で雇用するかは自由であるとされていた。しかし近年「雇用機会の不平等を是正する」という観点から、政府はこの原則を制限する傾向にある。

### 制限
雇用主は原則として、どのような者をどのような条件で雇用するかは自由とされているが、以下のような法律による制限も存在する。

#### 雇用対策法第7条（年齢指針）
事業主は、労働者がその有する能力を有効に発揮するために必要であると認められるとき は、労働者の募集及び採用 について、その年齢にかかわりなく均等な機会を与えるように努めなければならない。

#### 男女雇用機会均等法第5条
事業主は、労働者の募集及び採用について、女性に対して男性と均等な機会を与えなければならない。

#### 障害者雇用促進法第5条
すべて事業主は、障害者の雇用に関し、社会連帯の理念に基づき、障害者である労働者が有為な職業人として自立しようとする努力に対して協力する責務を有するものであつて、その有する能力を正当に評価し、適当な雇用の場を与えるとともに適正な雇用管理を行うことによりその雇用の安定を図るように努めなければならない。

#### 労働組合法第7条1項
使用者は、次の各号に掲げる行為をしてはならない。
1. 労働者が労働組合の組合員であること、労働組合に加入し、若しくはこれを結成しようとしたこと若しくは労働組合の正当な行為をしたことの故をもつて、その労働者を解雇し、その他これに対して不利益な取扱いをすること又は労働者が労働組合に加入せず、若しくは労働組合から脱退することを雇用条件とすること。（以下省略）